# Từ dành riêng
Trong ngôn ngữ máy tính, một từ dành riêng (tiếng Anh: reserved word), còn được gọi là định danh dành riêng (tiếng Anh: reserved identifier) là một từ không thể được sử dụng làm định danh, chẳng hạn như tên của một biến, hàm hoặc nhãn - đó là "dành riêng cho việc sử dụng". Đây là một định nghĩa cú pháp và một từ dành riêng có thể không có nghĩa. 
Một khái niệm liên quan chặt chẽ và thường bị xáo trộn là một từ khóa (keyword), đó là một từ có ý nghĩa đặc biệt trong một ngữ cảnh cụ thể. Đây là một ngữ nghĩa. Ngược lại, tên trong một thư viện tiêu chuẩn (standard library) nhưng không được tích hợp vào ngôn ngữ không được coi là từ hoặc từ khóa dành riêng. Các thuật ngữ "từ dành riêng" và "từ khóa" thường được sử dụng thay thế cho nhau - người ta có thể nói rằng một từ dành riêng được "dành riêng để sử dụng như một từ khóa" - và cách sử dụng chính thức thay đổi theo ngôn ngữ; với bài viết này chỉ phân biệt như trên. 
Nói chung, các từ và từ khóa dành riêng không cần phải trùng nhau, nhưng trong hầu hết các ngôn ngữ hiện đại, từ khóa là một tập hợp các từ dành riêng, vì điều này làm cho việc phân tích cú pháp dễ dàng hơn, vì từ khóa không thể bị nhầm lẫn với các định danh. Trong một số ngôn ngữ, như C hoặc Python, các từ và từ khóa dành riêng trùng khớp với nhau, trong khi ở các ngôn ngữ khác, như Java, tất cả các từ khóa đều là các từ dành riêng, nhưng một số từ dành riêng không phải là từ khóa - chúng là "dành riêng cho sử dụng trong tương lai". Trong các ngôn ngữ khác, chẳng hạn như các ngôn ngữ cũ ALGOL, FORTRAN và PL/I, có các từ khóa nhưng không có từ dành riêng, với các từ khóa được phân biệt với các định danh bằng các phương tiện khác. Điều này làm cho việc phân tích cú pháp trở nên khó khăn hơn với các trình phân tích cú pháp nhìn về phía trước cần thiết.

## Phân biệt
Các tập hợp các từ dành riêng và từ khóa trong một ngôn ngữ thường trùng hoặc gần như bằng nhau và sự phân biệt là tinh tế, vì vậy các thuật ngữ thường được sử dụng thay thế cho nhau. Tuy nhiên, trong việc sử dụng cẩn thận, chúng được phân biệt. 